# Thailand Premier League 1998
Die Thailand Premier League 1998 bestand aus 12 Mannschaften. Die Liga war zu diesem Zeitpunkt auch als Caltex Premier League bekannt.
Am Ende der Saison konnte die FC Royal Thai Air Force Ihren 13. Titel Vereinsgeschichte feiern.

## Vereine der Saison
| Teilnehmer |
| - FC Bangkok Bank - BEC Tero Sasana - FC Sinthana - FC Krung Thai Bank (Aufsteiger aus der Thailand Division 1 League) - FC Osotspa M-150 - FC Port Authority of Thailand - Bangkok Metropolitan Administration - FC Royal Thai Air Force – Titelverteidiger - UCOM Raj Pracha - FC Thai Farmers Bank - FC TOT - FC Royal Thai Army |

## Abschlusstabelle der Saison 1998
| Pl. | Verein                      | Sp. | S  | U  | N  | Tore    | Diff. | Punkte |
| --- | --------------------------- | --- | -- | -- | -- | ------- | ----- | ------ |
| 1. | FC Sinthana                 | 22  | 13 | 3  | 6  | 037:280 | +9    | 42     |
| 2. | FC Royal Thai Air Force (M) | 22  | 10 | 10 | 2  | 052:310 | +21   | 40     |
| 3. | BEC Tero Sasana             | 22  | 10 | 8  | 4  | 047:230 | +24   | 38     |
| 4. | Port Authority              | 22  | 10 | 7  | 5  | 050:270 | +23   | 37     |
| 5. | FC Bangkok Bank             | 22  | 6  | 13 | 3  | 033:270 | +6    | 31     |
| 6. | FC TOT                      | 22  | 8  | 6  | 8  | 036:370 | −1    | 30     |
| 7. | FC Royal Thai Army          | 22  | 7  | 5  | 10 | 035:420 | −7    | 26     |
| 8. | FC Thai Farmers Bank        | 22  | 5  | 10 | 7  | 033:370 | −4    | 25     |
| 9. | FC Krung Thai Bank (N)      | 22  | 6  | 4  | 12 | 024:370 | −13   | 22     |
| 10. | FC Osotspa M-150 (N)        | 22  | 4  | 9  | 9  | 022:470 | −25   | 21     |
| 11. | Bangkok Metropolitan        | 22  | 4  | 8  | 10 | 030:370 | −7    | 20     |
| 12. | UCOM Raj Pracha             | 22  | 4  | 7  | 11 | 028:500 | −22   | 19     |
| Ermittlung des Tabellenplatzes einer Mannschaft bei Punktgleichheit: 1. Direkter Vergleich; 2. Tordifferenz; 3. erzielte Tore |                             |     |    |    |    |         |       |        |

## Relegation
Der 11. Platzierte der Saison musste in der Relegation gegen den Zweitplatzierten der Thailand Division 1 League antreten.
Dabei traf die Bangkok Metropolitan Administration auf die Assumption School Sriracha aus der 2. Liga und konnte durch einen Sieg den Verbleib in der TPL sichern.
24. Januar und 31. Januar 1998
|                                     | Ergebnis |                            |
| ----------------------------------- | -------- | -------------------------- |
| Bangkok Metropolitan Administration | 3:1      | Assumption School Sriracha |

## Saison Notizen
- „Tero Sasana“ änderte den Vereinsnamen zu „BEC Tero Sasana“.

## Queen’s Cup
Der von Singha gesponserte Queen’s Cup fand in dieser Saison auf Grund fehlender finanzieller Mittel nicht statt.

## Thailand FA Cup
Der FC Bangkok Bank gewann zum 3. Mal in der Vereinsgeschichte den FA Cup.

## Yamaha Thailand Cup
1998 wurde der Yamaha Thailand Pokal zum 14. Male ausgetragen. Es ist ein Wettbewerb, an dem hauptsächlich Provinzmannschaften aus allen Regionen Thailands teilnahmen.
4 Gruppen mit je 4 Mannschaften spielten um den Einzug ins Viertelfinale, wobei sich jeweils die beiden Gruppenersten für die nächste Runde qualifizierten.
Das Finale entschied die Bangkok Metropolitan Administration gegen Nakhon Si Thammarat für sich.

## Kontinentale Wettbewerbe
- Der FC Royal Thai Air Force war als Meister für die Asian Club Championship Teilnahme berechtigt, trat jedoch aus finanziellen Gründen nicht an und BEC Tero Sasana nahm stattdessen den Startplatz ein. BEC Tero Sasana erreichte die zweite Runde wo man dann gegen Dalian Wanda ausschied.
- Sinthana erreichte im Asian Cup Winner’s Cup die zweite Runde wo man sich den Kashima Antlers geschlagen geben musste.[2]

## Auszeichnungen
|                    | Name                | Mannschaft                 |
| ------------------ | ------------------- | -------------------------- |
| Trainer des Jahres | Karoon Narksawat    | FC Sinthana                |
| Spieler des Jahres | Niweat Siriwong     | FC Sinthana                |
| Torschützenkönig   | Ronnachai Sayomchai | Port Authority of Thailand |